# Chính trị cực đoan
Chính trị cực đoan, biểu thị ý định biến đổi hoặc thay thế các nguyên tắc cơ bản của một xã hội hoặc hệ thống chính trị, thường thông qua thay đổi xã hội, thay đổi cấu trúc, cách mạng hoặc cải cách triệt để. Quá trình áp dụng quan điểm quá khích được gọi là quá khích hóa.
Từ "quá khích/radical" bắt nguồn từ chữ Latinh radix ("gốc") và chữ Latinh rādīcālis ("của hoặc liên quan đến gốc"). Trong lịch sử, việc sử dụng chính trị của thuật ngữ này chỉ dành riêng cho một hình thức cải cách bầu cử tiến bộ, được gọi là chủ nghĩa quá khích, đã phát triển ở châu Âu trong các thế kỷ 18 và 19. Tuy nhiên, thuật ngữ này đã thay đổi kể từ cách hiểu thế kỷ 18 của nó để bao hàm toàn bộ phổ chính trị, mặc dù vẫn giữ ý nghĩa "thay đổi tận gốc".

## Lịch sử
Encyclopædia Britannica ghi lại cách sử dụng chính trị đầu tiên của "quá khích" được gán cho Charles James Fox, một nghị sĩ của Đảng Whig của Anh vào năm 1797 đã đề xuất một "cải cách triệt để" hệ thống bầu cử, quyền bầu cử để cung cấp quyền bầu cử phổ thông, từ đó tạo ra thành ngữ Radicals "để biểu thị những người ủng hộ cải cách Quốc hội Anh".
Trong suốt thế kỷ 19, khái niệm chính trị quá khích mở rộng ra nhiều quan niệm và học thuyết chính trị, thể hiện ở tầng lớp lao động, tầng lớp trung lưu, triết học, dân chủ, tư sản, Tory và plebeian.     Trong sự kiện này, các nhân vật chính trị có ảnh hưởng, như Thomas Spence và Richard Carlile, đã đưa ra xu hướng chính trị quá khích của riêng họ. Khi chính trị đảng ở Anh trở nên ít cực đoan hơn, các phong trào cực đoan bên lề đã tách ra và hình thành các phe phái chính trị hung hăng hơn. Trong chính trị Hoa Kỳ, thuật ngữ này được sử dụng một cách miệt thị giữa những người bảo thủ và ôn hòa để biểu thị chủ nghĩa cực đoan chính trị. Cyclopaedia of Political Science thế kỷ 19 mô tả nó là "được đặc trưng bởi cách ứng dụng của chúng hơn là bởi các nguyên tắc của chúng".
Trong thế kỷ 20, chính trị quá khích chiếm quyền lực chính trị ở nhiều nước trên thế giới. Trong số các nhà lãnh đạo quá khích này có Joseph Stalin ở Nga, Mao Trạch Đông ở Trung Quốc, Adolf Hitler ở Đức, cũng như các lãnh tụ chính trị quá khích tự do chính thống hơn như Ronald Reagan ở Hoa Kỳ và Margaret Thatcher ở Vương quốc Anh.